# Rutilo

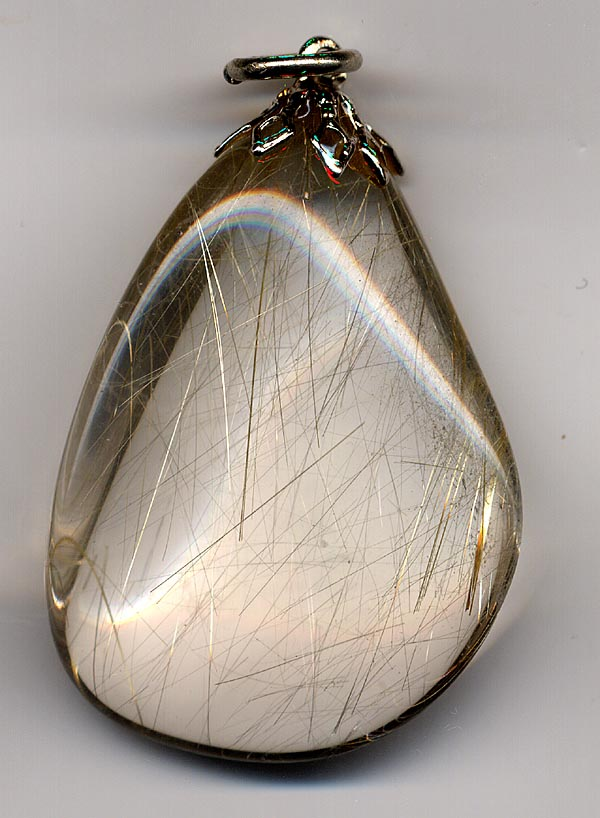
Pendente de quartzo sagenítico, podendo observar-se os cristais aciculares de rutilo dispersos no interior do quartzo.

O rutilo ou rútilo é um mineral composto de dióxido de titânio , TiO2, sendo um dos três polimorfos de TiO2:
- Rutilo, categorizado no sistema cristalino tetragonal[1] de hábito prismático. Pode apresentar cristais maclados[2], chamada macla em joelho do rutilo, a qual é diagnóstica para o mineral.
- Anatase ou octaedrita , um mineral tetragonal de hábito octaédrico.
- Brookita,  um mineral ortorrômbico. A anatase e a brookita são minerais relativamente raros.

## Propriedades físicas
O rutilo tem uma fratura subconcoidal, é frágil, com dureza 6 a 6,5 , densidade relativa  4,1 a 4,2 , brilho metálico a adamantino, geralmente de cor marrom ou vermelho, algumas vezes, amarelo, azul ou violeta. É transparente a opaco. O rutilo natural é geralmente opaco ou vermelho muito escuro. O rutilo pode conter até 10% de ferro.  O rutilo é a forma mais estável de dióxido de titânio e é produzido em temperaturas mais altas, com a brookita formando-se em temperaturas mais baixas e, a octaedrita, em temperaturas ainda mais baixas.

## Tipos de ocorrência

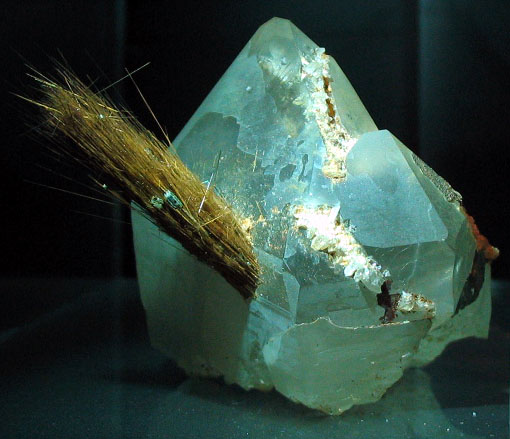
Tufo de rutilo acicular encravado em quartzo (originário do Brasil, atualmente no Museu de História Natural de Londres)

O rutilo é encontrado como mineral acessório em  algumas rochas ígneas alteradas, e em certos gnaisses e xistos cristalinos. Nos grupos de cristais aciculares é frequentemente encontrado incrustado no quartzo como no "fléches d'amour" de Grisons, Suíça. Pequenas agulhas de rutilo encontrado em algumas gemas são responsáveis pelo  fenômeno ópticos denominado asterismo, que aparece em safiras, rubis e outras pedras preciosas.

## Rutilo sintético
O rutilo sintético foi produzido pela primeira vez em 1948 sendo comercializado sob vários nomes. Tem uma elevada dispersão óptica e um elevado índice de refração a luz, tão forte que demonstra ser falso, porém muito colorido. O rutilo sintético pode ser produzido em várias cores, porém nunca como branco transparente puro, sendo sempre levemente amarelo.

## Usos e aplicações

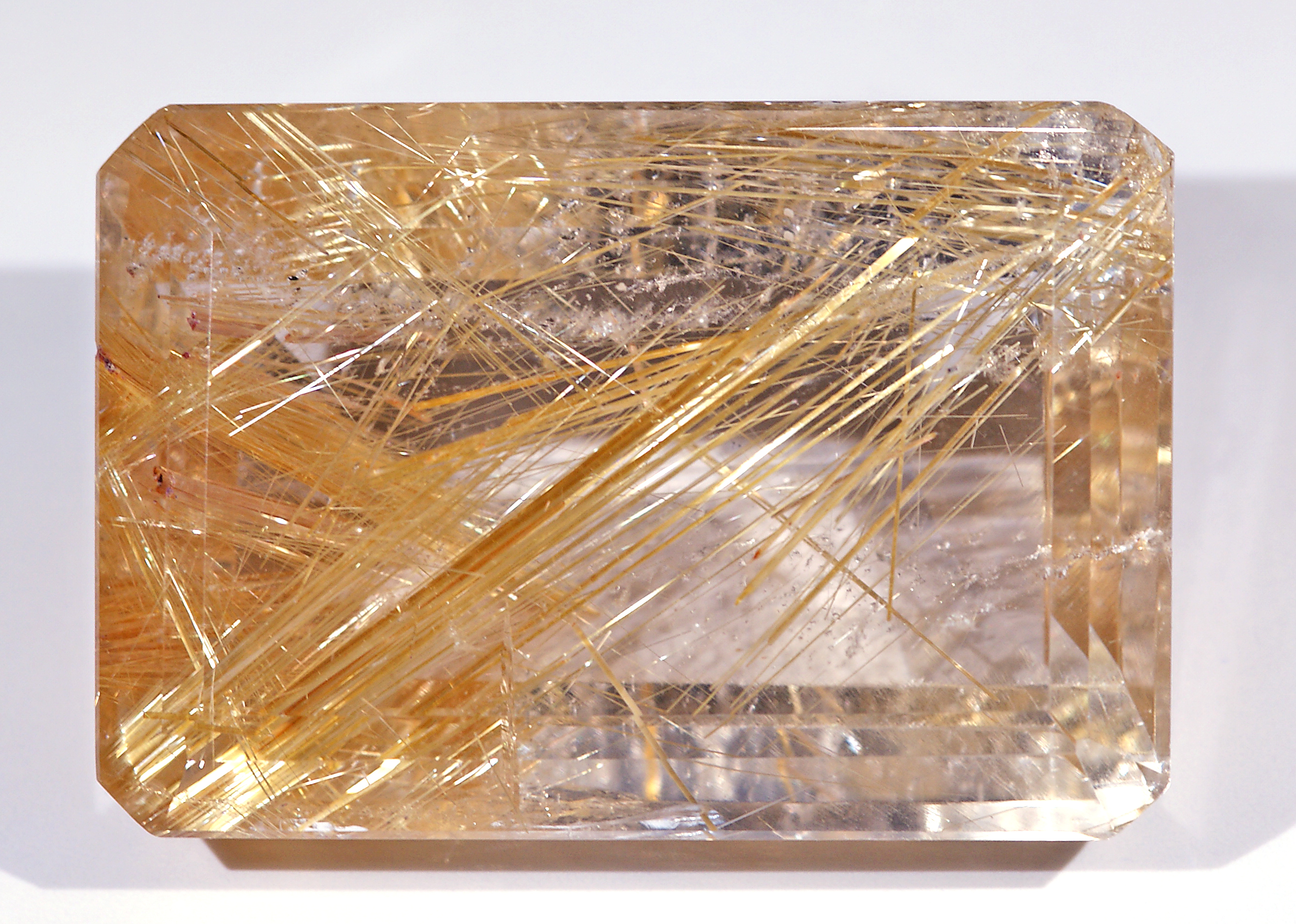
Rutilo sobre quartzo - Minas Gerais - Brasil (3,5x2,5cm).

Quando finamente moído o rutilo é usado como um brilhante pigmento branco , utilizado em tintas, plásticos, papel, alimentos e outras aplicações que requerem uma cor branca brilhante. Os pigmentos de dióxido de titânio são a principal aplicação do titânio a nível mundial, pois não é, para já, economicamente viável a produção de titânio metal a partir do rutilo. Nanopartículas de rutilo são transparentes para a luz visível mas altamente refletoras de luz ultravioleta sendo por isso usadas no fabrico de protetores solares. Uma variedade sintética praticamente incolor, designada por titania, é comercializada como substituto de diamante.

## Etimologia
O nome rutilo é derivado do latim rutilus,  vermelho, em referência a cor vermelha profunda encontrada em alguns espécimes quando vistos sob a luz.